# Chiesa dei Santi Vincenzo e Anastasio (Pieve Vergonte)
La chiesa dei Santi Vincenzo e Anastasio è la parrocchiale di Pieve Vergonte, in provincia del Verbano-Cusio-Ossola e diocesi di Novara; fa parte dell'unità pastorale di Villadossola.

## Storia
Secondo la tradizione, il primitivo luogo di culto cristiano del paese venne fondato da san Gaudenzio alla fine del III o all'inizio del IV secolo.
La pieve dei Santi Vincenzo e Anastasio estendeva la sua giurisdizione sulle cappelle di Masera, Trontano, Cimamulera, Calasca, Castiglione, Cosa, Cosasca, Cuzzago, Prata, Vogogna, Premosello, Albo, Bracchio, Mergozzo, Ornavasso, Migiandone, Anzola, Megolo, Anzino, Bannio, Macugnaga, Ceppo Morelli, Vanzone, San Carlo, Piedimulera e Pallanzeno. 
L'antica chiesa fu distrutta da una piena del torrente Anza nel 1328 e ne venne allora costruita una nuova.
Questo luogo di culto fu a sua volta sostituito nel 1630 circa dalla nuova parrocchiale.

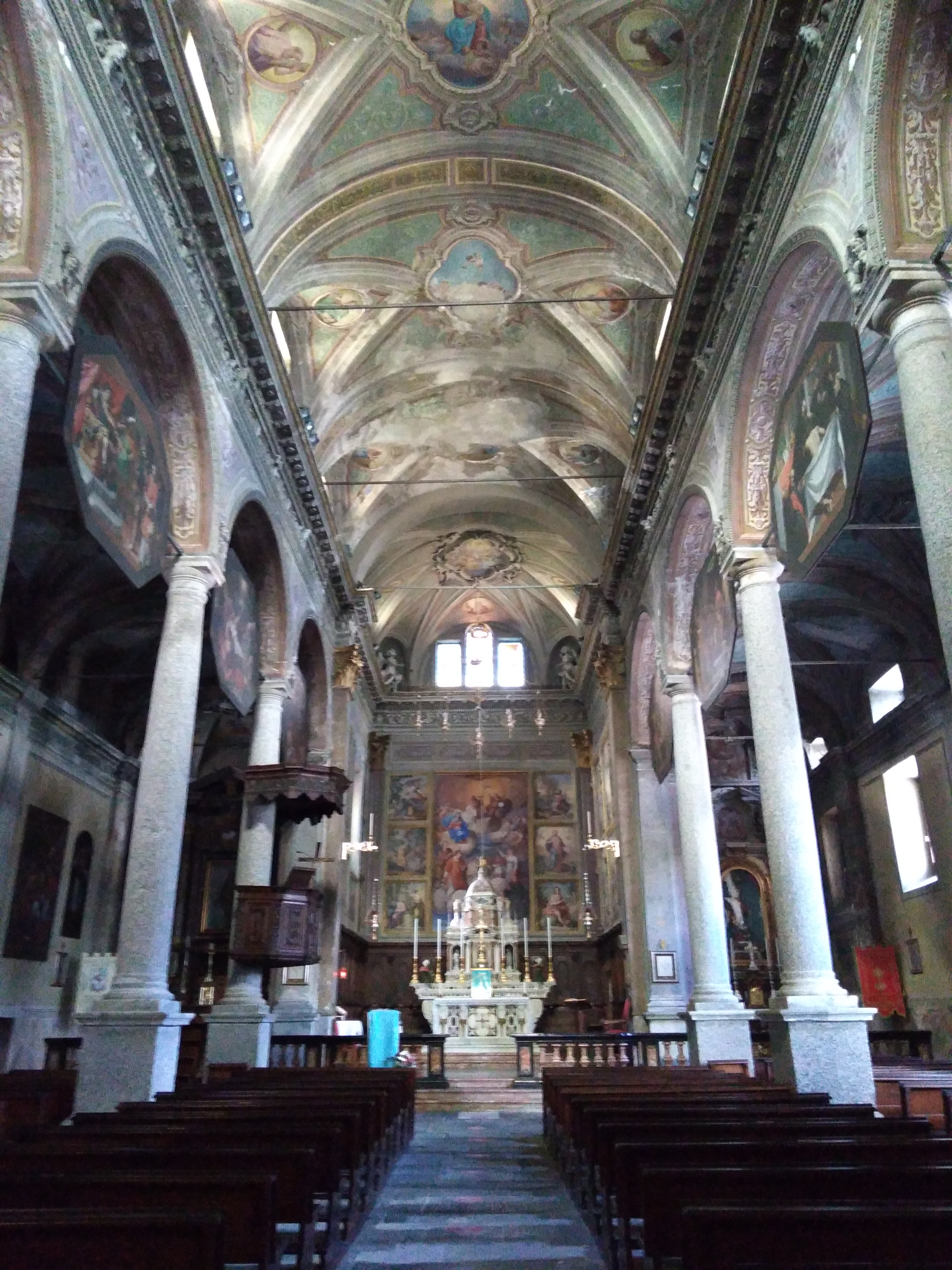
L'interno

## Descrizione

### Esterno
La facciata a salienti della chiesa, rivolta a sudest, è suddivisa da una cornice marcapiano in due registri: quello inferiore, preceduto dal portico, presenta centralmente il portale maggiore e ai lati gli ingressi laterali, sovrastati da due finestre, mentre quello superiore, affiancato da volute, è caratterizzato da una serliana e coronato dal timpano triangolare.
Annesso alla parrocchiale è il campanile in pietra a base quadrata, la cui cella presenta su ogni lato una trifora ed è coronata dalla guglia.

### Interno
L'interno dell'edificio si compone di tre navate, separate da colonne d'ordine tuscanico sorreggenti degli archi a tutto sesto sopra i quali corre la cornice modanata e aggettante su cui si impostano le volte a botte lunettate; al termine dell'aula si sviluppa il presbiterio, rialzato di alcuni gradini, delimitato da balaustre e chiuso dall'abside quadrangolare.